# Chambre de commerce et d'industrie de Pointe-à-Pitre
La chambre de commerce et d'industrie de Pointe-à-Pitre est l'une des deux CCI du département de la Guadeloupe. Son siège est à Pointe-à-Pitre rue Felix Eboué.
Elle possède une antenne à Saint-Louis de Marie-Galante.

## Histoire

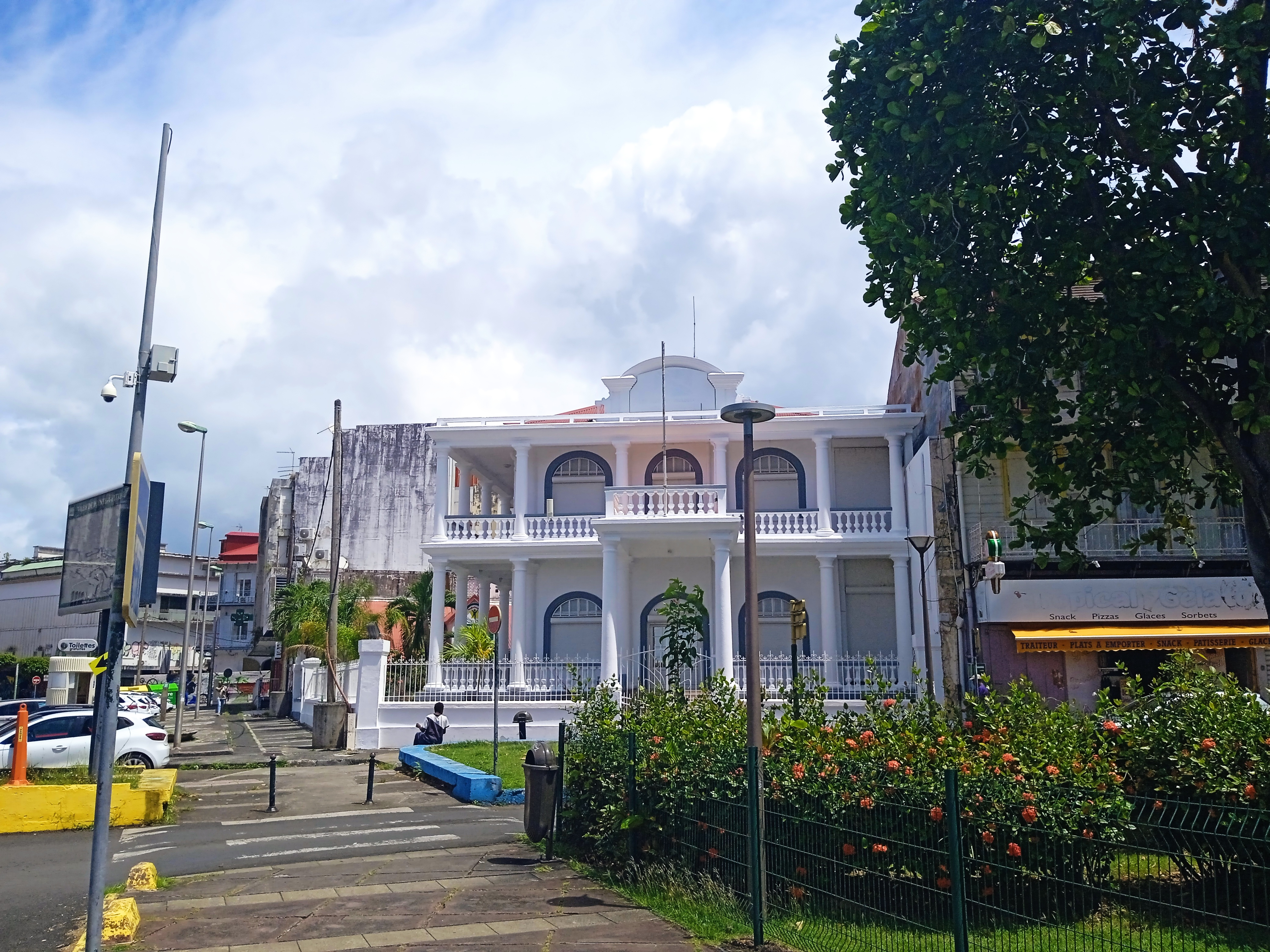
Ancienne chambre de commerce de Pointe-à-Pitre.

La Chambre de commerce est inaugurée le 4 août 1827 par le gouverneur Théophile Tellier. Son siège est alors situé Square de la Banque dans un bâtiment construit par la Société d'entreprise industrielle de la Guadeloupe. Emmanuel Levalois en est son premier président. Le bâtiment est occupé aujourd'hui (2025) par l'office du Tourisme. 

## Missions
À ce titre, elle est un organisme chargé de représenter les intérêts des entreprises commerciales, industrielles et de service de communes du Nord de la Guadeloupe, de Marie-Galante et de La Désirade et de leur apporter certains services. C'est un établissement public qui gère en outre des équipements au profit de ces entreprises.
Comme toutes les CCI, elle est placée sous la double tutelle du Ministère de l'Industrie et du Ministère des PME, du Commerce et de l'Artisanat.

### Service aux entreprises
- Centre de formalités des entreprises
- Assistance technique au commerce
- Assistance technique à l'industrie
- Assistance technique aux entreprises de service
- Point A (apprentissage)

### Gestion d'équipements
- Aéroport de Guadeloupe - Pôle Caraïbes

### Centres de formation
- Centre de Formation Technique CENCI Jarry à Baie-Mahault.

## Pour approfondir